# Amlaíb Conung
Amlaíb Conung (in lingua norrena: Óláfr) (... – 875 circa) è stato un capo vichingo-gaelico in Irlanda e Scozia negli anni seguenti all'850.

## Biografia
Appare frequentemente negli annali irlandesi assieme ai fratelli Ímar e Auisle. Amlaíb viene spesso fatto coincidere con l'Olaf il Bianco del Landnámabók e di altre saghe degli Islandesi. Gli annali irlandesi ed i c.d. Annali frammentari d'Irlanda sono molto più antichi e spesso vengono usati come fonte riguardo all'Islanda. Parlano poco di Amlaíb e sono spesso in contraddizione con i racconti islandesi.

## Contesto storico
Secondo gli Annali dell'Ulster l'arrivo di Amlaíb in Irlanda sarebbe avvenuto nell'853. Gli annali frammentari sono più dettagliati, e lo definiscono figlio del re di Lochlann. Dicono anche che se ne ripartì subito, e che il fratello Ímar lo seguì nel viaggio.
Lochlann, che in origine era chiamata Laithlinn o Lothlend, la terra di cui il padre di Amlaíb (Gofraid o Guðrøðr) era re, è spesso identificata con la Norvegia, ma non tutti concordano che anche in tempi antichi valesse questa equivalenza. Molti storici suggeriscono invece che nell'antichità, e fino alla battaglia di Clontarf del 1014, Laithlinn si riferisse alle terre norrene e vichingo-gaeliche delle isole Ebridi e dell'isola di Man, le isole settentrionali e parte della terraferma scozzese. Qualunque fosse il significato originale, nel XII secolo, quando Magnus III di Norvegia inaugurò la propria spedizione ad ovest, doveva indicare la Norvegia.

## Cronologia
Amlaíb tornò in Irlanda nell'856, quando si crede che lui ed Ímar abbiano aiutato Máel Sechnaill. Una "grande battaglia tra pagani e Mael Sechnaill, supportato dai vichingo-irlandesi" viene citata dagli Annali dell'Ulster. Nell'857 Amlaíb ed Ímar "inflissero un colpo a Caittil Find ed ai suoi vichingo-irlandesi nelle terre di Munster". Nonostante non esistano prove sicure del fatto che Caitill sia lo stesso Ketil Flatnose citato in successive saghe, è stato ipotizzato che fossero la stessa persona.
A partire dall'859 Amlaíb ed Ímar aiutarono Cerball mac Dúnlainge, re di Osraige, nella lotta contro Máel Sechnaill, saccheggiando il Regno di Mide. Potrebbero essersi uniti anche ad Áed Finnliath, che successe a Máel Sechnaill nel ruolo di Alto re di Irlanda, razziando di nuovo Mide nell'862. A quel tempo Amlaíb era sposato con la figlia di Áed. Nell'864, Conchobar mac Donnchado, re di Mide, fu annegato per ordine di Amlaíb.
Amlaíb ed il fratello Auisle "andarono che gli stranieri di Irlanda e Scozia a Fortriu, saccheggiando l'intera regione dei Pitti e prendendo ostaggi" all'inizio dell'864 o dell'866. La Cronaca dei re di Alba sembra affermare che passarono l'inverno in Scozia. Áed Finnliath, all'incirca in quel periodo, era occupato nella distruzione di porti ed accampamenti vichinghi lungo le coste irlandesi settentrionali, una campagna che potrebbe essere stata semplificata dall'assenza dell'esercito di Amlaíb e Auisle, allora in Scozia orientale. Una disputa familiare portò alla morte di Auisle nell'867, apparentemente ucciso da Amlaíb, il che potrebbe aver incoraggiato Cennétig mac Gaíthéne, re dei Loígis dell'attuale Laois, a distruggere un porto a Clondalkin quello stesso anno, per poi razziare Dublino.

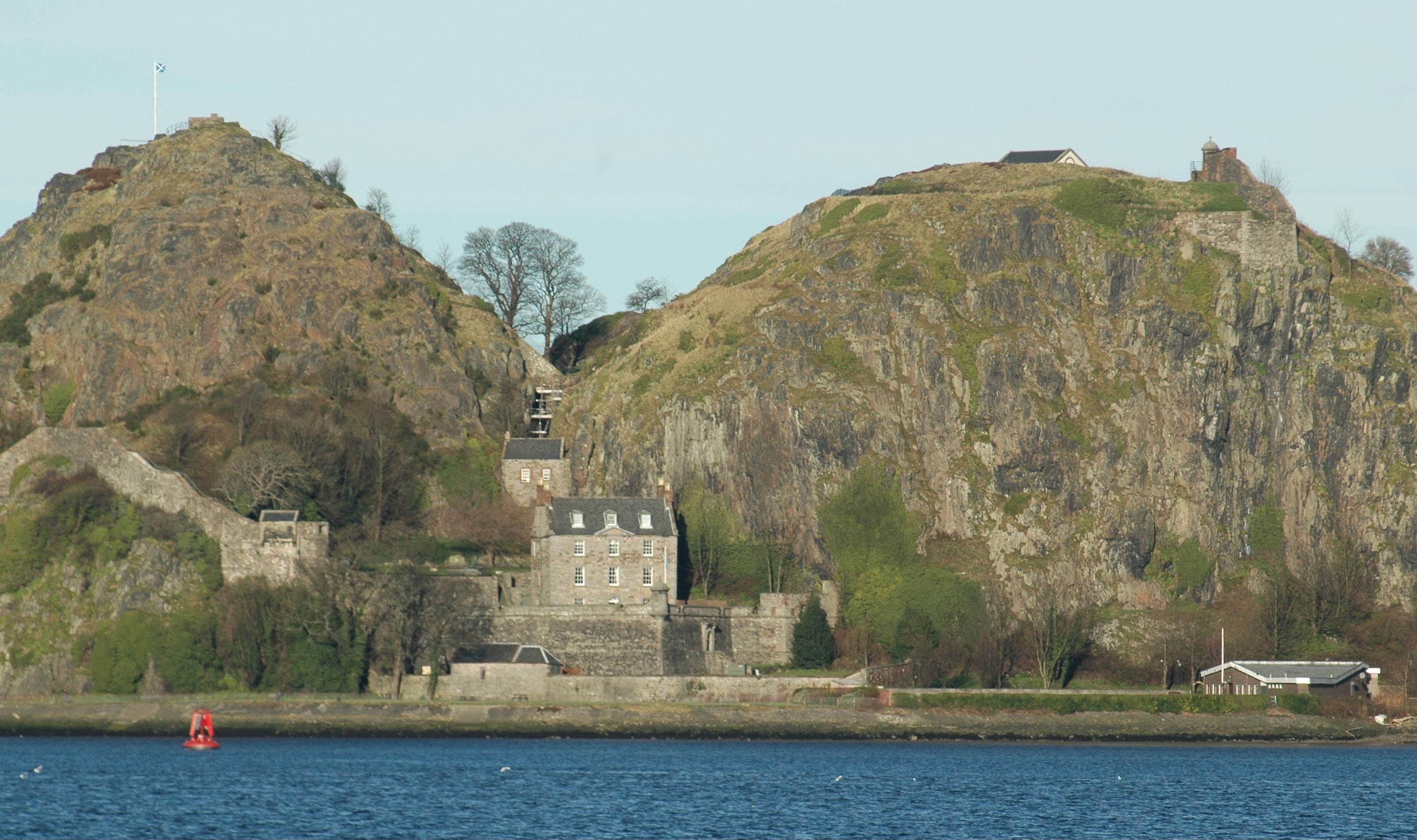
Dumbarton Rock, Alt Cluath, conquistato da Amlaíb ed Ímar dopo quattro mesi di assedio nell'870

Nell'870 Amlaíb tornò in Scozia con Ímar, ed cinse d'assedio Dumbarton Rock, fortezza principale dei Britanni di Strathclyde. La conquistarono dopo quattro mesi di assedio, facendo ritorno a Dublino nell'871 con 200 navi, e "portando con sé numerosi prigionieri Angli, Britanni e Pitti". Un assedio di questa durata era una cosa eccezionale, e tra i prigionieri potrebbe esserci stato il re di Alt Clut, Artgal, che secondo gli Annali dell'Ulster l'anno seguente sarebbe stato "ucciso dal giudizio di Causantín mac Cináeda", ovvero re Costantino I di Scozia, a significare probabilmente che Costantino si rifiutò di pagare il riscatto per riavere il re di Strathclyde. Queste informazioni degli Annali dell'Ulster aiutano a comprendere i pochi riferimenti della Cronaca dei Re di Scozia, versione A, secondo cui Amlaíb ritornò "alla testa di 100 [navi?], [e venne] ucciso da Costantino". Secondo gli Annali dell'Ulster fu Artgal ad essere ucciso da Costantino."
Nei Frammentari Annali di Irlanda si dice che Amlaíb fece ritorno a Lochlann per aiutare il padre impegnato in una guerra nell'871. Questa è l'ultima citazione che lo riguarda negli annali irlandesi. Secondo la Cronaca dei Pitti, morì attorno all'874 durante una lunga campagna condotta contro Costantino I di Scozia.

## Matrimoni e figli
Si dice che Olaf il Bianco abbia sposato Auðr djúpúðga Ketilsdóttir, figlia di Ketil Flatnose, e che dal matrimonio sia nato un figlio, Thorstein il Rosso. Negli Annali dell'Ulster, riguardo all'875, Thorstein viene chiamato Oistín in un frangente. Aud invece non viene mai citata nelle fonti irlandesi.
Si dice nei Frammentari Annali che Amlaíb Conung sarebbe stato un genero di Áed Finnliath mac Néill. In un altro punto gli stessi Annali, parlando della morte di Óisle, definiscono "la figlia di Cináed" come moglie di Amlaíb. È stato ipotizzato che il riferimento ad Áed sia sbagliato, e che la moglie di Amlaíb fosse figlia di Cináed mac Conaing, annegato da Máel Sechnaill nell'851. Un'ipotesi alternativa vorrebbe che il Cináed in questione fosse Cináed mac Ailpín (noto anche come Kenneth MacAlpin, che avrebbe reso Amlaíb cognato del proprio assassino Costantino I, un figlio di Kenneth).
Si conoscono molti figli di Amlaíb. Di questi, Carlus fu ucciso nella battaglia di Cell ua nDaigri nell'868, combattendo al fianco di Flann mac Conaing, fratello e successore di Cináed, il quale sarebbe stato suocero di Amlaíb. È comunque probabile che Carlus stesse combattendo a fianco dei parenti materni. Oistin fu ucciso nell'875 "da Halfdan, con uno stratagemma".